# Kurwa (tehsil Basti)
Kurwa (nep. कुरुवा) – wieś w Indiach położona w stanie Uttar Pradesh, w dystrykcie Basti, w tehsilu Basti.
Całkowita powierzchnia miejscowości wynosi 48,09 ha (0,4809 km²). Według spisu z 2011 w Kurwie znajduje się 58 domów i zamieszkuje ją 335 osób.